# Пейльят, Гонсало
Гонсало Пейльят (исп. Gonzalo Peillat, 12 августа 1992, Буэнос-Айрес, Аргентина) — немецкий, ранее аргентинский хоккеист (хоккей на траве), защитник. Чемпион летних Олимпийских игр 2016 года от Аргентины, участник летних Олимпийских игр 2012 года, чемпион мира 2023 года от Германии, бронзовый призёр чемпионата мира 2014 года от Аргентины, двукратный чемпион Америки 2013 и 2017 годов, чемпион Панамериканских игр 2015 года, чемпион Южной Америки 2013 года, чемпион Южноамериканских игр 2014 года.
До 2019 года выступал за Аргентину, но из-за ссоры с тренером прекратил выступать за сборную. С 2022 года выступает за Германию.

## Биография
Гонсало Пейльят родился 12 августа 1992 года в Буэнос-Айресе.
Играл в хоккей на траве за аргентинский «Феррокариль Митре» (до 2014 года), нидерландский ХГК (2014—2016), индийские «Калинга Лансерз» (2014), «Уттар-Прадеш Уизардс» (2015—2017), малайзийский «Теренггану» (2018), немецкий «Манхаймер» (с 2016 года). В 2016 году с 33 мячами стал лучшим снайпером чемпионата Нидерландов. В 2017 году стал чемпионом Германии.
С 2011 года выступает за сборную Аргентины, провёл 153 матча, забил 176 мячей.
В 2012 году в составе юниорской сборной Аргентины выиграл чемпионат мира в Гвадалахаре.
В 2012 году вошёл в состав сборной Аргентины по хоккею на траве на летних Олимпийских играх в Лондоне, занявшей 10-е место. Играл на позиции защитника, провёл 6 матчей, забил 4 мяча (три в ворота сборной ЮАР, один — Австралии).
В 2013 году завоевал золотую медаль чемпионата Южной Америки в Сантьяго.
В 2014 году завоевал бронзовую медаль чемпионата мира в Гааге. Забил 10 мячей, стал лучшим снайпером турнира.
В том же году стал чемпионом Южноамериканских игр в Сантьяго. С 17 мячами стал лучшим снайпером турнира.
По итогам сезона Международная федерация хоккея на траве назвала Пейльята «Восходящей звездой года».
В 2016 году вошёл в состав сборной Аргентины по хоккею на траве на летних Олимпийских играх в Рио-де-Жанейро и завоевал золотую медаль. Играл на позиции защитника, провёл 8 матчей, забил 11 мячей (четыре в ворота сборной Германии, по два — Канаде и Ирландии, по одному — Индии, Испании и Бельгии). Стал лучшим снайпером турнира.
В сезоне-2016/2017 завоевал серебряную медаль Мировой лиги.
В 2013 и 2017 годах выигрывал золотые медали чемпионата Америки. На турнире 2017 года с 7 мячами стал лучшим снайпером вместе с партнёром по команде Матиасом Паредесом.
В 2015 году завоевал золотую медаль хоккейного турнира Панамериканских игр в Торонто. С 14 мячами стал лучшим снайпером.
В 2018 году стал лучшим снайпером Трофея чемпионов, забив 6 мячей.
В январе 2019 года после конфликта с главным тренером сборной Аргентины Эрманом Ороско прервал выступления за национальную команду.
В феврале 2022 года было объявлено, что Гонсало Пейльят будет выступать за сборную Германии. Игрок вошёл в состав немецкой сборной на чемпионат мира 2023 года в Одише. Он оформил хет-трик в полуфинале против Австралии, финалистов Олимпийских игр 2020 года, и помог своей команде выйти в финал. Гол Пейльята в финала сравнял счёт против Бельгии, в дальнейшем матч перешёл в серию буллитов, в которой победили немцы. Таким образом, Пейльят стал олимпийским чемпионом от Аргентины и чемпионом мира от Германии.